# Ecurie Ecosse

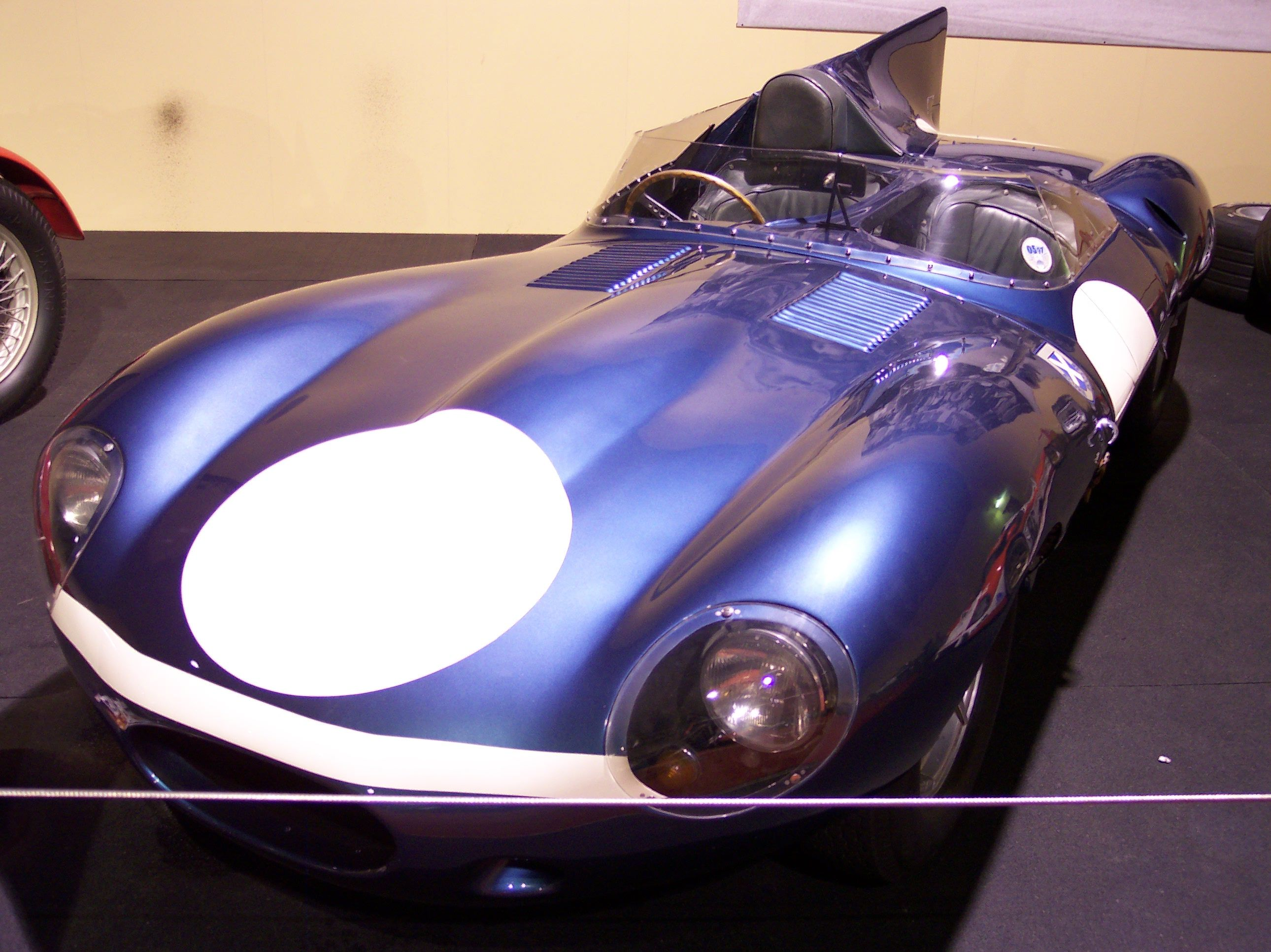
Jaguar D-Type som användes i Le Mans 24-timmars 1956 och 1957.

Ecurie Ecosse är ett skotskt racingstall, grundat i Edinburgh 1952 av David Murray och Wilkie Wilkinson. Stallet är mest känt för att ha vunnit Le Mans 24-timmars två år i rad, 1956 och 1957. Ecurie Ecosse tävlade alltid i skotska flaggans mörkblå färg.

## Historik
Ecurie Ecosse ställde upp i Storbritanniens Grand Prix tre år i rad: 1952, 1953 och 1954, utan att ta en enda poäng. Därefter koncentrerade man sig på sportvagnsracing.
Stallet tog hem segern i Le Mans 1956, genom Ron Flockhart och Ninian Sanderson. Året därpå tog Ecurie Ecosse en dubbelseger, med Flockhart och Ivor Bueb i den vinnande bilen, före Sanderson och John Lawrence. Stallet körde sedan varje Le Mans-lopp fram till 1962, utan att kunna upprepa framgångarna. Det ursprungliga stallet lade ned tävlingsverksamheten i mitten av 1960-talet och upplöstes slutligen 1971.
Namnet Ecurie Ecosse återkom på 1980-talet, när Hugh McCaig startade ett nytt stall under samma namn. Det nya stallet vann den mindre C2-klassen i sportvagns-VM 1986, efter att ha kommit tvåa året innan. Det nya Ecurie Ecosse tävlade även i BTCC under 1992 och 1993 med Vauxhall Cavalier.

## F1-säsonger
| Säsong | Tävlingsnamn  | Bil                         | Motor                             | Poäng | Förare 1      | Förare 2    |
| ------ | ------------- | --------------------------- | --------------------------------- | ----- | ------------- | ----------- |
| 1952   | Ecurie Ecosse | Cooper T20                  | Bristol 2.0 L6                    | 0     | David Murray  | -           |
| 1953   | Ecurie Ecosse | Cooper T20 Connaught Type A | Bristol 2.0 L6 Lea-Francis 2.0 L4 | 0     | Jimmy Stewart | Ian Stewart |
| 1954   | Ecurie Ecosse | Connaught Type A            | Lea-Francis 2.0 L4                | 0     | Leslie Thorne | -           |